# Monocoryne colonialis
Monocoryne colonialis is een hydroïdpoliep uit de familie Candelabridae. De poliep komt uit het geslacht Monocoryne. Monocoryne colonialis werd in 2008 voor het eerst wetenschappelijk beschreven door Brinckmann-Voss & Lindner. 